# Antiprisma octogonal
En geometría, un antiprisma octogonal es el sexto elemento de un conjunto infinito de antiprismas formado por una secuencia de ocho pares de triángulos laterales cerrado por dos tapas en forma de octógono.
Si todas sus caras son regulares, dos octógonos regulares en las bases y 16 triángulos equiláteros laterales, sería un poliedro semirregular.